# 富昌郡
富昌郡，中国南北朝时设置的郡。
南朝齐武帝永明八年（490年）之前置富昌郡，属越州。治所不详，属县：南立县、义立县、归明县。辖境相当今广西壮族自治区北海市、玉林市、广东省湛江市、茂名市一带。南梁、南陈废富昌郡。越州在南齐下辖二十一郡，南梁越州只下辖合浦郡、龙苏郡、陆川郡、百梁郡、封山郡、定川郡六郡。